# Reichenbachia turgidicornis
Reichenbachia turgidicornis är en skalbaggsart som beskrevs av Thomas Casey 1897. Reichenbachia turgidicornis ingår i släktet Reichenbachia och familjen kortvingar. Inga underarter finns listade i Catalogue of Life.